# Pieter Bustijn
Pieter Bustijn (soms ook geschreven als Pierre Bustyn of Pieter Buystijn; gedoopt in 1649 – 22 november 1729) was een Middelburgs componist, organist en beiaardier.
Over Bustijns leven is maar weinig bekend, mede doordat het Middelburgse stadsarchief in 1940 grotendeels verloren ging.
Volgens de Nieuwe Cronyck van Zeeland (1700) behoorde hij tot de hugenootse familie Bustin die zich vanuit Luik in Middelburg had gevestigd.
In 1681 volgde hij Remigius Schrijver, mogelijk zijn leraar, op als organist in de Nieuwe Kerk van Middelburg.
Slechts een van zijn werken is bewaard gebleven: IX Suittes pour le Clavessin, uitgegeven in 1712 door Estienne Roger in Amsterdam. Het wordt genoemd door verschillende tijdgenoten, onder meer in een anthologie van Johann Gottfried Walther, en Johann Tobias Krebs, die een afschrift maakte. Diens vriend en leermeester Johann Sebastian Bach gebruikt in zijn klavierstukken BWV 784, BWV 787 en BWV 807 motieven die zozeer aan Bustijns werk doen denken dat ze mogelijk bewuste parafrasen zijn.